# Carl Dørnberger
Carl Johannes Andreas Adam Dørnberger, född 23 september 1864 i Nøtterøy kommun, död 8 juli 1940 i Son, var en norsk konstnär.
Dørnberger debuterade på Höstutställningen 1887 och hade sin första separatutställning år 1900. Han umgicks med många kända konstnärer, däribland Edvard Munch och Akseli Gallen-Kallela, som båda målade hans porträtt. Dørnberger är för många lika känd för sin excentriska livsstil som för sin konst.

## Biografi

### Till Paris

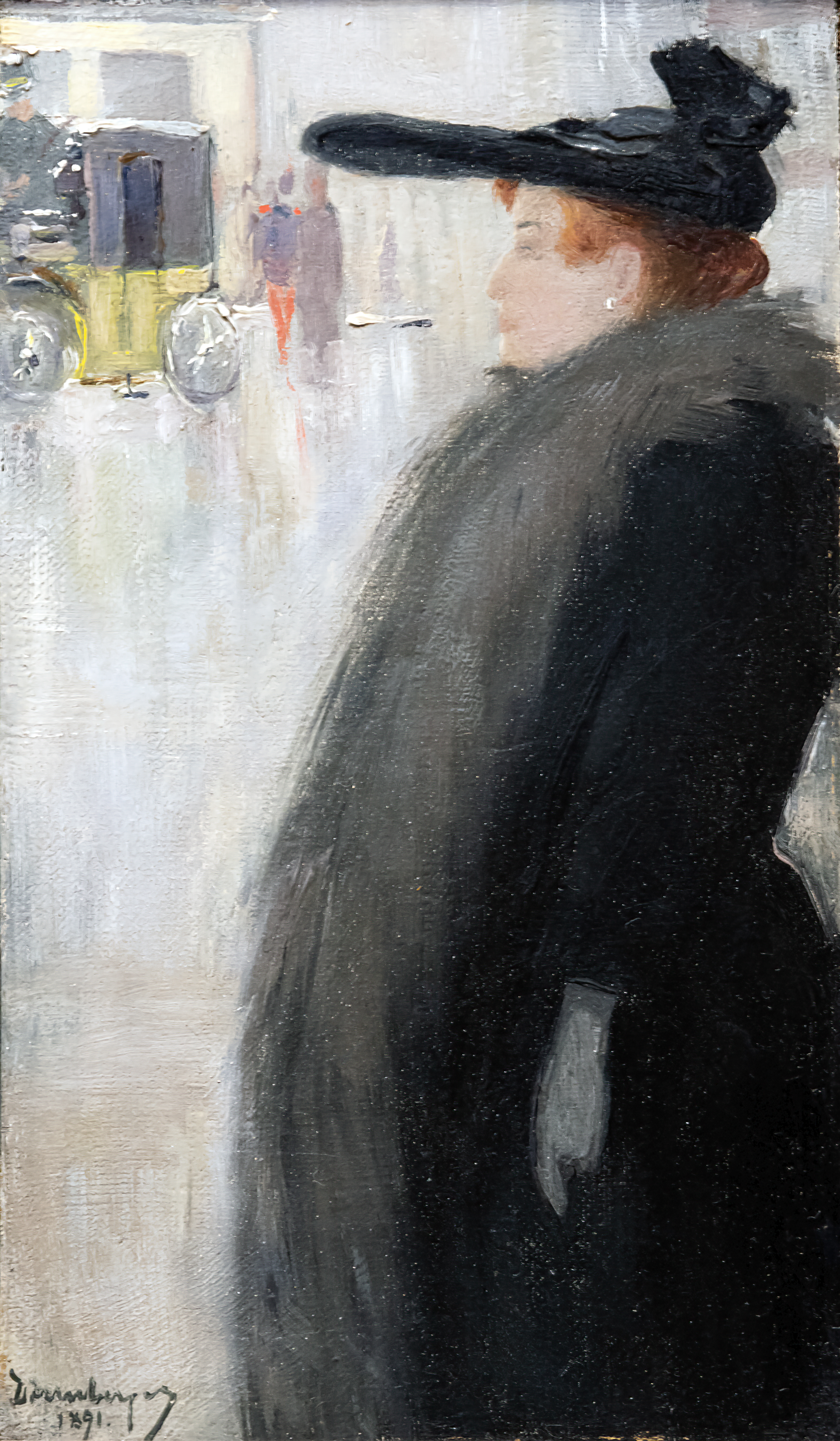
Kvinna i Montmartre (1891)

Dørnbergers föräldrar var tyskar och hans far arbetade som bryggmästare vid Tønsberg bryggeri. När Dørnberger var åtta år återvände familjen till Tyskland, där Dørnberger bodde tills han var 17 år och började som elev hos David Arnesen i Kristiania. Dørnberger var upprorisk och skickades år 1883 vidare för att gå i lära hos Johan Jacob Bennetter i Sola. 
1883 reste Dørnberger till Paris för att studera konst vid Académie Julian. I Paris blev han bekant med tidens bohemer, bland andra Hans Jæger och Émile Zola. Men den han umgicks mest med var finländaren Akseli Gallen-Kallela, som gick på samma akademi. De två vännerna gjorde narr av borgarnas präktiga liv, de tog på sig utslitna kläder, vandrade runt som hemlösa och sov på bänkar och under broar. På så vis kom de i kontakt med samhällets utstötta: uteliggarna, tiggarna och tjuvarna. När de var panka spelade och sjöng de på gator och torg. Gallen-Kallela spelade gitarr och Dørnberger sjöng på svenska, norska, tyska och franska – östersjövisor, tyrolervisor och franska ballader.
Det utsvävande bohemlivet var en inspirationskälla för Dørnberger och Gallen-Kallela. 1887 kom Dørnbergers stora genombrott då hans kvinnoporträtt blev antaget till utställningen på Le Salon de Paris och fick hederspris. Porträttmålning var en viktig del av studierna, och en ingångsport till rätt publik, dåtidens borgerskap, som gick på utställningar och var potentiella köpare.
1888 målade Gallen-Kallela Dørnbergers porträtt "Boheme", som idag hänger i Finlands Nationalgalleri. Troligtvis var det även det sista året de tillbringade tillsammans i Paris, men vänskapen blev livslång, vilket deras brevväxling bevisar.
År 1891 studerade Dørnberger för Fernand Cormon i Paris.

### Åter i Norge

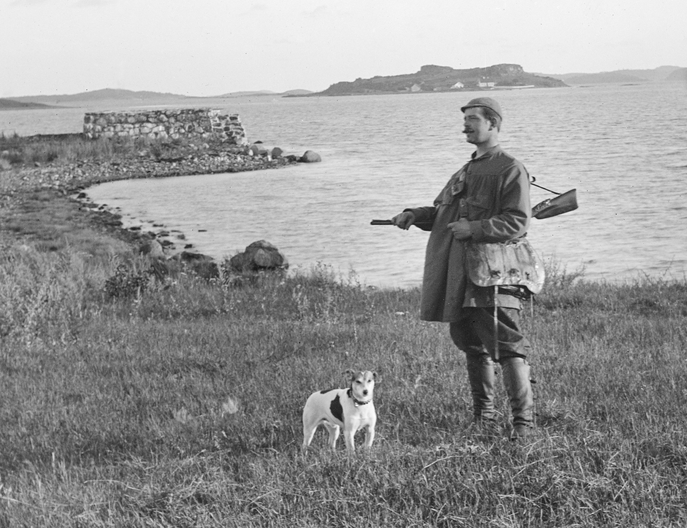
Dørnberger på jakt, 1895–1900

Under första halvan av 1890-talet hyrde Dørnberger en bostad på Wallø, en ö utanför Tønsberg. Där bodde han med sina två hundar, som han tilltalade på franska och gick på jakt med. Han läste mycket och arbetade med sin konst.
När Dørnberger efter flera år i Paris kom tillbaka till Tønsberg mötte han så småningom Edvard Munch, som hade en romans med Dørnbergers syster Meisse (Charlotte) våren och sommaren 1889. Munch blev väl bekant med hela Dørnberger-familjen, speciellt efter en fest dit både Dørnberger och Munch var inbjudna, och Munch blev sjuk och sängliggande hemma hos familjen Dørnberger i en månad. Dørnberger tecknade skisser av Munch och Munch målade Dørnbergers porträtt. Munchmuseet har 20 katalogiserade brev mellan Dørnberger och Munch.

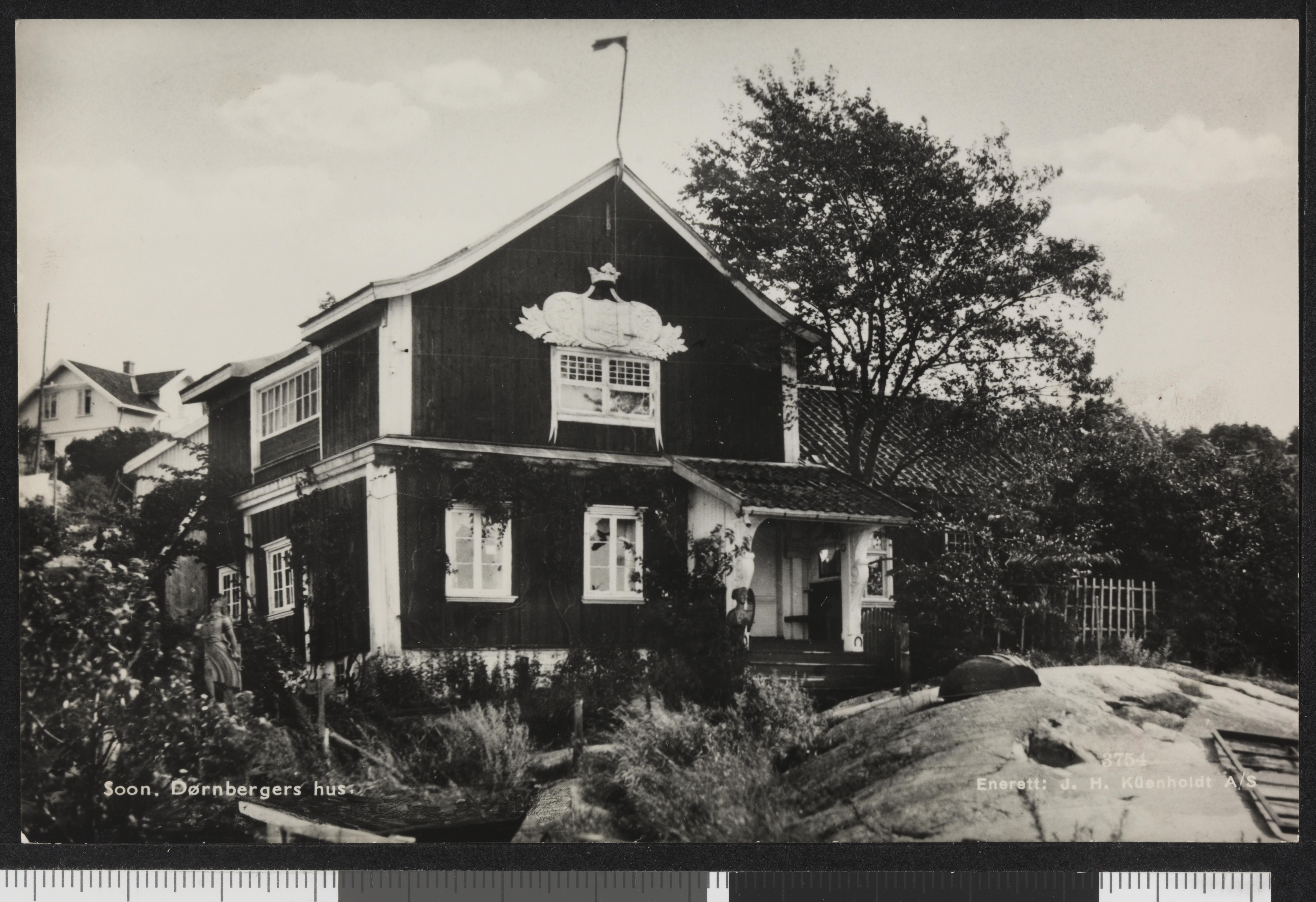
Dørnbergers hus i Son

1896 var Dørnberger redan en känd konstnär både utomlands och i Norge. Större delen av sitt liv hade han bott och rest runt i Europa, särskilt i Tyskland och Frankrike. Då bestämde han sig för att flytta till Son i Norge och beskrev i ett brev platsen för sin gode vän Gallen-Kallela:
| ”                           | …Jag bor i Son nu – Son är känt från krigens tid – och är nu må jag säga den intressantaste platsen i hela Norge. Här är nämligen allt oförändrat… Och folket – herregud, platsen är nästan helt orörd av civilisationens fördärvliga framsteg, och folket, människorna här, är alla av samma slag - nordmän som i de dagar Norge hade bruk för sina söner – bra folk. Det är vackert här – vackert som det bara är i Norge och i Finland… | „ |
| – Dørnberger, november 1896 | |   |

Hans hem, känt som Dørnbergerhuset, på Strandgatan 15, är fortfarande i släktens ägo, men har i flera år disponerats av den norske målaren Arne Samuelsen.
Många av Dørnbergers verk har motiv från Son, bland annat de historiska byggnaderna i centrum och ångbåtsbryggan, som låg nedanför hans hus.

### Äktenskap
1897 måste Dørnberger amputera sitt högra ben och fick en protes. 1899 lät Dørnberger bygga till sitt hus för att få en stor ateljé, men fortsatte ändå att arbeta mycket utomhus eftersom han var fascinerad av vinterljuset och att måla snölandskap.
År 1900 gifte sig Dørnberger, 36 år gammal, med Line Gurinen (Gro) Berg Isachsen. Fyra år senare föddes deras dotter Gro, kallad Bullen. Efter några år lärde Dørnberger känna författaren Ragnhild Jølsen och inledde ett förhållande med henne. De träffades i Köpenhamn och Rom, men även i Enebakk och Son. Hon skrev om kontroversiella och tabubelagda ämnen i protest mot småborgerliga normer, dogmatisk religion och sexualfientlig uppfostran. Kärleksrelationen mellan dem varade i knappt ett år och slutade tragiskt. År 1908 fick den då 32-åriga, gravida Ragnhild Jølsen i sig för mycket av sömnpulvret Kloral och dog i sitt hem i Enebakk.
Dørnbergers kärlekshistoria med Ragnhild Jølsen ledde till att hans äktenskap med Line Gurinen upplöstes 1913. Dottern växte upp hos sin far. Efter ett skottdrama långt senare då Dørnberger allvarligt skadat en man som uppvaktat dottern hamnade Dørnberger i fängelse i november 1921, men frikändes i rätten och återvände till Son.

### Dørnbergers senare år och eftermäle

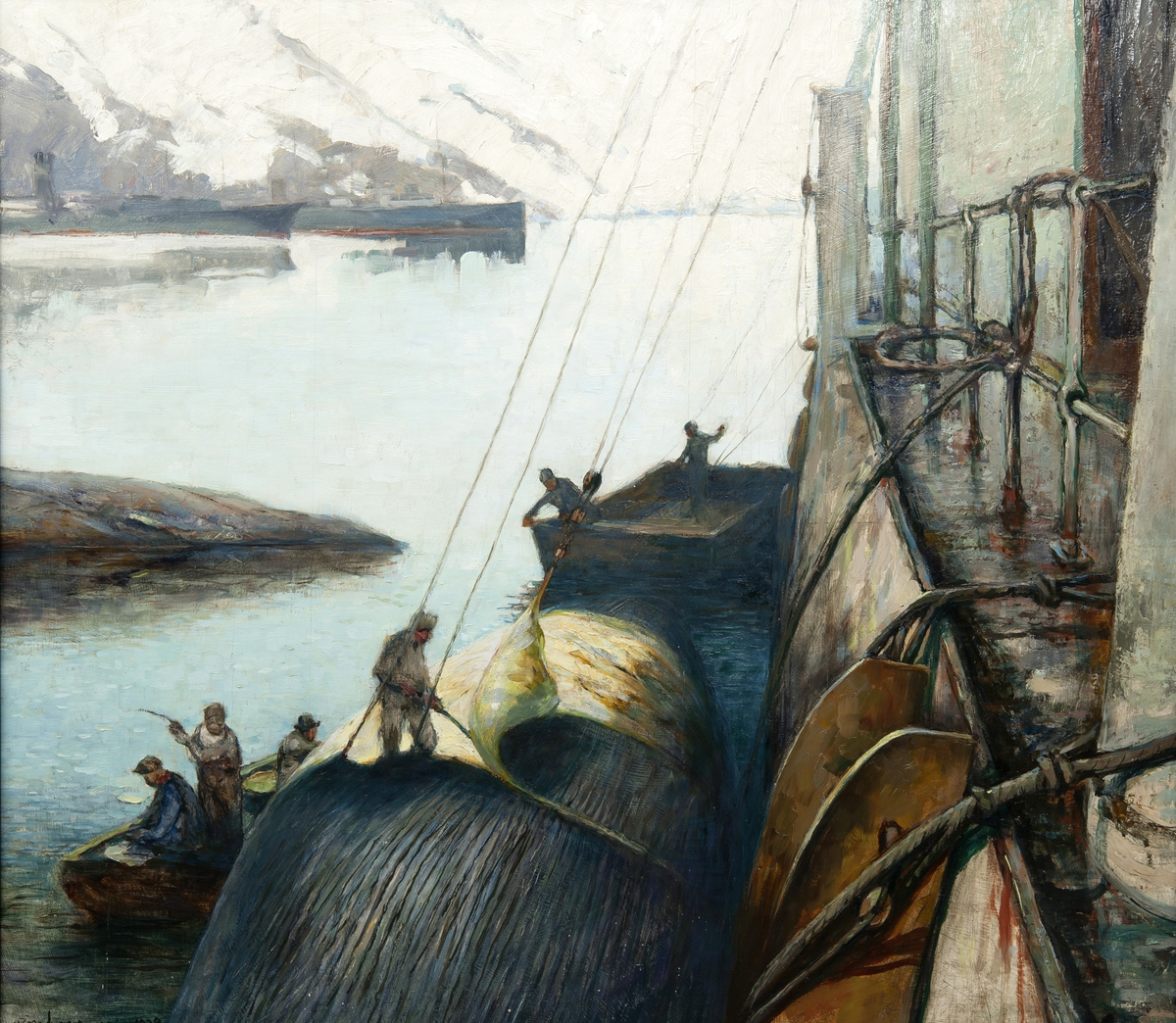
Dørnbergers målning Flensning av blåval i Whalers Bay, Deception Island (olja, 1926–1928). Hänger i Valfångstmuseet i Sandefjord.

Bjørn Linnestad beskriver i sin bok Dørnberger Maler og Musketér hur Ragnhild Jølsens bortgång och skilsmässan från hustrun påverkade Dørnberger. Den tidigare så utåtriktade konstnären förvandlades inom några år till en isolerad, ensam och bitter man. Detta avspeglade sig även i hans produktion. Från 1887 hade han nästan varje år deltagit i Höstutställningen fram till 1910, men därefter deltog han inte förrän på 1930-talet.
I en artikel av en annan skribent visas upp en mångfacetterad bild av Dørnberger och hans konst, som först på senare tid har bedömts mer nyanserat. Dørnberger var mycket stridbar och helt kompromisslös i det som låg honom varmt om hjärtat. Han råkade ofta i konflikt med kamrater och recensenter, särskilt under sista delen av sitt liv, och han förolämpade sina motståndare. Detta ledde till att de han råkade i delo med även underkände honom som konstnär.
Kritiken mot Dørnberger som konstnär kan sammanfattas i fyra punkter: överproduktion, rutinmässigt måleri, stereotypa motiv och ovilja till större arbetsinsatser. Linnestad gör en jämförelse med Skagenmålaren Christian Krogh, som också var mycket produktiv och liksom Dørnberger målade för sitt dagliga bröd. Krogh hade däremot turen att värderas efter sina bästa verk medan Dørnberger värderades efter sina sämsta.
Linnestads bok gavs ut av Vestby Konstförening 1989, i samband med 125-årsjubileet av konstnärens födelsedag, för att öka förståelsen för Dørnberger som människa och som konstnär. Under arbetet med boken använde sig Linnestad av en mängd offentliga och privata källor, även brev och anteckningar i Dørnbergers dotters ägo. Hon dog vid 85 års ålder samma år som boken kom ut.

## Produktion

### Verk i offentliga samlingar
- Alte Pinakothek i München – en målning
- Nasjonalmuseet for kunst, arkitektur og design i Oslo – sju verk[10]
- Tønsberg Faste Galleri
- Skien Billedgalleri

### Illustrationer
- Folkebladet illustrert ukeblad
- Welhaven, E. Fortaellinger fra det gamle Bergen
- Ungdomserindinger, Kristiania 1897
- Zola, E. Paris, Kristiania 1898
- Schøyen, E. Magnus den gode, historisk fortaelling, Kristiania 1899
- Storm, E. Aleine i urskoven, fortaelling fra Amerika, Kristiania 1899
- Lykke-Seest, P. Eventyr fra Polkaland, Kristiania-Kristiansund N 1903 (1902)
- Krag, T.P. Dandmandsholmen. En historie om Ivar og Aanon Eigens livsskjaebne, Kristiania 1903

### Samlingsutställningar
- Salonen, Paris 1887
- Statens årlige konstutstilling, Kristiania, 1887-88, 1890-92, 1894-99, 1901-04, 1906, 1908, 1911
- Statens årlige konstutstilling, Oslo 1930, 1932-33
- Norska konstnärers arbeten, Kungl. Akademien, Stockholm 1904
- Charlottenborgutstillingen, Köpenhamn, 1907, 1911

### Separatutställningar
1900, 1904, 1907, 1910, 1911, 1915, 1924

### Minnesutställning
100-årsjubileum, Oslo Kunstforening, 1964